# AWO 700
Das Motorradgespann AWO 700 entwickelte der Hersteller AWO im thüringischen Suhl nach dem Zweiten Weltkrieg auf der Basis des bis Ende 1944 in Eisenach gebauten Wehrmachtsgespanns BMW R75. Ursprünglich wurde die AWO 700 bei EMW (Eisenacher Motoren Werke) mit der Typenzeichnung R 70 entwickelt. Es wurde in Suhl nur eine Vorserie hergestellt, die nach der Erprobung durch die Kasernierte Volkspolizei jedoch nicht in Produktion ging.

## Geschichte
EMW, Nachfolger des BMW-Werks in Eisenach, erhielt 1952 den Auftrag, auf Grundlage der dort bis 1944 gefertigten BMW R 75 eine neue verbesserte Ausführung zu konstruieren. Bei der dreijährigen Entwicklung sollten die Erfahrungen aus dem Bau des BMW-R-75-Gespanns einfließen. Auf staatlichen Beschluss wurde die Fertigung nicht in Eisenach bei EMW, sondern nach Suhl verlegt, da dort die Motorradfertigung weitergeführt wurde. Nur zehn Motorräder sowie 14 Motoren sind bei Awtowelo (AWO) im Suhler Simson-Werk bis 1958 hergestellt worden.

## Technik
Der Zweizylinder-Boxermotor mit 166° Bankwinkel und knapp 700 cm³ Hubraum ist eine von EMW übernommene Neukonstruktion mit den Zylinderköpfen der EMW R 35. Die Zylinder wurden jeweils um 7° angehoben, um mehr Bodenfreiheit zu erlangen. Die fehlende Standfestigkeit des Motors stoppte die weitere militärische Entwicklung. Während das Vorderrad mit einer Teleskopgabel geführt wurde, hatte das Hinterrad eine Geradewegfederung.